# Я кажу «Так»
«Я кажу "Так"» — індійський драматичний телесеріал. Прем'єра в Індії відбулася 29 жовтня 2012 на телеканалі Zee TV, в Україні - 29 січня 2018 на телеканалі Бігуді. В Україні серіал має власну розбивку і кількість серій. У 60-66 серіях має спільний сюжет з героями серіалу «Друге весілля».

## Сюжет

### Сезон 1
Зоя Фаруккі — весела дівчина, яка виросла в США, приїзджає до Бхопалу разом з двоюрідною сестрою Зінат та її чоловіком Анваром. Мета Зої — знайти свого рідного батька. Оскільки сестра з чоловіком вирішили повернутися до США, Зою залишають у своєї знайомої тітки Ділшад. Ділшад має дочку Наджму і мовчазного, традиційного сина Асада Ахмед Хана. Зоя і Асад спочатку ненавидять одне одного, але поступово закохуються. Подруга дитинства і давно закохана в Асада, Танвір Бейг, постійно створює їм перешкоди. Батько Асада і Наджми, Рашид, живе з баготою дружиною і має ще одного сина Аяна і двох дочок — Нікхат і Нузхат.
Брат Ширін, Гафур Сідіккі, виявляється біологічним батьком Зої, який вважав її мертвою після того, як його друга дружина, Разія, вбила його першу дружину (матір Зої) під час пожежі. Але Зоя втекла ще до того. Рашид і Дільшад знову разом. Дочка Разії та Гафура, Умера, кохає Аяна, але її серце розбивається, коли він їде до Лондона. В Бхопал приїздить Хайдер, щоб помститися за смерть своїх батьків, але закохується в Умеру і одружується з нею. Виявляється, що він втрачений брат Зої.
Зоя і Асад одружуються і згодом стають батьками дочок-близнючок Санам і Сехер. Хайдер разом із вагітною Умерою переїжджає до Дубая. Танвір вистежує Асада і Зою, жорстоко вбиває їх, підпалюючи їхній будинок. Ділшад тікає з Хаєю (дочкою Наджми) і Санам, але втрачає Сехер.

### Сезон 2
Через 20 років дочка Асада та Зої Санам вирішує переїхати з Пенджабу до Бхопалу в надії змінити своє життя на краще. Багатого бізнесмена Агіля гнітить глибока травма з далекого дитинства, вона не дає йому відчути себе щасливим. Зустріч Санам з Агілем стане доленосною, вона змінить їхнє життя назавжди. Але не тут то було, сліпою мачухою Агіля, виявляється Танвір, яка зруйнувала життя Асада і Зої.
Тим часом глухоніма Хая і Ділшад також переїжджають до свого старого будинку, який вона продала одному з родичів, Мунісі.

### Сезон 3
За обставин, у яких стає винною друга Санам, Сехер потрапляє під вантажівку, а Санам потрапляє до Пакистану і втрачає пам'ять. Там на неї нападають розбійники, і щоб її врятувати, майору Шааду Афтабу Хану доводиться збрехати, що Санам його дружина. Потім майор називає Санам на ім'я Джаннат. Таким чином Санам починає мешкати в будинку майора, думаючи, що вона його дружина. Через деякий час Агіль знаходить свою Санам і під приводом тимчасового проживання просить Шаада та Джаннат пожити в його будинку. Дізнавшись правду про минуле Санам, Шаад вирішує поєднати закоханих. Але доля вирішує інакше, після довгих мук, Санам і Агіля зіштовхує з урвища Муртаз (двійник Шаада), після чого Санам залишається живою, але Агіль гине. Шаада убиває Разія. І тепер у Санам лише одна мета — помста. Вона вбиває Шаші Капур, Муртаза та Саїфа. Вона також жорстоко ранить Разію, і позбавляє сили другу Санам. Але Санам чинить самогубство, так як у неї не було причин жити у світі.

### Сезон 4
Минає 25 років. Друга Санам вишла заміж за відомого актора Насіра Хана. Вони мають троє дітей: Азад, Амад і донька Кайнат. Все йде добре, але тут з'являється Махіра (схожа на Зою, Санам і Сехер) дух Санам переселився в неї. Магіра і Азад закохуються. Але раптово з'являється Арман, перша дитина Другої Санам. Щоб врятувати брата, Азад сає донором серця Арману.

## Актори та ролі

### Сезон 1 (1-394 серії)
| Актор                                                        | Роль                    | Серії            | Статус |
| ------------------------------------------------------------ | ----------------------- | ---------------- | --- |
| Сурбхі Джоті                                                 | Зоя Фарукі Ахмед Хан    | 1-394            | Дівчина-мусульманка, що виросла в США у прийомній сім'ї. Дочка Зейнаб Фарукі та Гафура Ахмед Сіддікі, дружина Асада, мати Санам та Сехер. Зведена сестра Умери по батькові. Кузина Хайдера. Була вбита. |
| Каран Сінгх Гровер (з 1 серії) Ракеш Вашистх (з 325 серії)   | Асад Ахмед Хан          | 1-311, 325-394   | Старший і зведений брат Аяна по батькові. Мав ряд прізвиськ: "Джеммі" (від Танвір), "містер Бодібілдер" (варіанти: "Культурист", "Шість кубиків") і "Ваша величність" (від Зої). Чоловік Зої, батько Санам та Сехер. Був убитий. |
| Неха Лакшмі Айєр                                             | Наджма Ахмед Хан        | 1-394            | Рідна сестра Асада Ахмед Хана. Навчалася у коледжі та мріяла схуднути. Дружина Імрана, мати Хаї. Мачуха Рехана. Була вбита. |
| Рішабх Сінха (з 1 серії) Вікрант Масей (з 146 серії)         | Аян Ахмед Хан           | 1-130, 146-294   | Син Рашида Ахмеда Хана, молодший брат Асада по батькові. Закінчив коледж. Складав вірші, катався на мотоциклі та загравав до дівчат. Називав себе Робертом у спілкуванні із Зоєю. Пішов з дому через батька. Пізніше стає відомо, що він у Лондоні. |
| Арчана Тайде                                                 | Нікхат Ахмед Хан        | 1-393            | Старша дочка Рашида Ахмеда Хана від другого шлюбу, рідна сестра Аяна. Темношкіра, на відміну від сестри та брата. Готувалася до випускних іспитів у коледжі. Готувалася вийти заміж за Імрана. У результаті вийшла за Фархана, потім розлучилася з ним. Поїхала до брата в Англію разом із матір'ю та сестрою |
| Дігангана Сур'яванші (з 1 серії) Фаріна Парвез (з 112 серії) | Нузхат Ахмед Хан        | 1-76, 112-390    | Молодша дочка Рашида Ахмеда Хана від другого шлюбу, рідна сестра Аяна та Нікхат. Студентка коледжу. Поїхала до брата в Англію. |
| Кетакі Кадам                                                 | Умера Сіддікі Шейх      | 1-394            | Дочка Гафура і Разії. Зведена сестра Зої по батькові. Навчалася у коледжі. Має слабке здоров'я. Була закохана в Аяна. Дружина Хайдера, поїхала до Дубаю разом із чоловіком |
| Мохіт Сехгал                                                 | Хайдер Шейх             | 296-394          | Двоюрідний брат Зої, чоловік Умери. З дружиною поїхав у Дубаї. |
| Алка Каушал                                                  | Разія Сіддікі           | 1-391            | Дружина Гафура Сіддікі, мати Умери. Убила мати Зої на ляльковій фабриці 17 років тому. Потім разом із чоловіком змусили підпалювати Рашида лялькову фабрику, шантажувавши його, знявши все, що відбувається на камеру разом із чоловіком. Використовувала Рашида, як пішака. Використовувала Фероза та Танвір для своїх інтриг. Покинула будинок. |
| Ніша Нагпал (з 94 серії) Амрапалі Гупта (з 116 серії)        | Танвір Бег / Білло Рані | 94, 99-394       | Подруга дитинства Асада Ахмед Хана. Народилася позашлюбом і вагітна, що спонукає її прагнути вищого статусу. Носила кольорові лінзи, тому що народилася з безбарвною райдужною оболонкою очей. Заробляла на життя допомагаючи Разії Сіддікі в її інтригах. Винахідлива: намагалася вбити Зою різноманітними способами, щоб вийти заміж за Асада Ахмеда Хана і нав'язати йому батьківство за чужу дитину, в результаті вбила Асада, Зою, Наджму, Рашида і Гафура, за винятком Ділшад, якій вдається втекти з онучками. |
| Вакар Шейх                                                   | Рашид Ахмед Хан         | 1-382            | Чоловік Ділшад та Ширін Ахмед Хан, батько їхніх дітей. Був убитий. |
| Шаліні Капур                                                 | Ділшад Ахмед Хан        | 1-394            | Перша дружина Рашида Ахмеда Хана, мати Асада та Наджми. Бабуся Санам, Сехер та Хаї |
| Вакар Шейх                                                   | Рашид Ахмед Хан         | 1-382            | Чоловік Ділшад та Ширін Ахмед Хан, батько їхніх дітей. Був убитий. |
| Сурбхі Ванджара                                              | Ширін Ахмед Хан         | 1-300, 381-      | Друга дружина Рашида Ахмеда Хана, мати Аяна, Нікхат та Нузхат. Ревнувала чоловіка до першої дружини. Поїхала в Англію до сина разом із двома доньками |
| Відья Сінха                                                  | Бабуся                  | 1-25, 48-384     | Мати Рашида Ахмед Хана, бабуся всіх його дітей. Вступала у боротьбу з Разією Сіддіки на користь свого сина Рашида та онука Аяна. Покинула особняк і поїхала до сестри. |
| Тедж Сапру                                                   | Гафур Сіддікі           | 1-394            | Брат Ширін Ахмед Хан, чоловік Разії, батько Хумейри та Зої. Був убитий. |
| Сангіта Капуре                                               | Зінат Фарукі            | 1-8, 27, 148-178 | Прийомна мати Зої, подруга її матері, дружина Анвара. Зоя завжди називала її сестрою. У 8 серії повернулася в США. |
| Харш Васішта                                                 | Анвар Фарукі            | 1-8, 26, 39      | Прийомний батько Зої, чоловік Зінат. Зоя завжди називала його зятем. Допоміг Зої зі своїми порадами. У 8 серії повернувся в США. |
| Ніші Сінгх                                                   | Хасіна Куреші           | 6- 384           | Мати Фархана та Імрана. З невісткою і сином намагалася вбити Нікхат. Була заарештована. Сидить у в'язниці. |
| Вікрам Сінгх                                                 | Імран Куреші            | 6-344            | Син Хасіни, чоловік Наджми. Поїхав працювати до США. |
| Вішал Наяк                                                   | Фархан Куреші           | 236-384, 392     | Син Хасіни, чоловік Саміри та колишній чоловік Нікхат. З матір'ю та дружиною намагався вбити Нікхат. Був заарештований. Сидить у в'язниці. |
| Сунаяна Фоздар                                               | Саміра Куреші           | 312-384          | Дружина Фархана. Зі свекрухою та чоловіком намагалася вбити Нікхат. Була заарештована. Сидить у в'язниці. |

### Сезон 2 (395-629 серії)
| Актор                                                   | Роль                         | Серії            | Статус |
| ------------------------------------------------------- | ---------------------------- | ---------------- | --- |
| Сурбхі Джоті                                            | Санам Ахмед Хан/Раза Ібрагім | 395-629          | Донька Асада та Зої, сестра-близнючка Сехер. Онучка Ділшад. Племінниця Наджми, Аяна, Нікхат та Нузхат, по батьківській лінії. Племінниця Хумейри Сіддікі, по материнській лінії. Двоюрідна сестра Хаї. Перша дружина Агіла. |
| Сурбхі Джоті                                            | Сехер Ахмед Хан / Сунері     | 476-628          | Донька Асада та Зої, сестра-близнючка Санам. Онучка Ділшад. Племінниця Наджми, Аяна, Нікхат та Нузхат, по батьківській лінії. Племінниця Хумейри Сіддікі, по материнській лінії. Двоюрідна сестра Хаї. Перша дружина Агіла. Закохана у Рехата. На відміну від сім'ї, вона сповідує індуїзм. Померла потрапивши під вантажівку |
| Каранвір Богра                                          | Агіль Раза Ібрагім           | 395-629          | Син Наваба, пасинок Танвір. Брат Шазії та Назії. Колишній чоловік другої Санам, і чоловік Санам. |
| Шехзад Шайх                                             | Рехан Куреші                 | 395-616          | Син Імрана та Танвір, рідний брат Хаї по батькові. Закоханий у Сехер. Випадково вбитий Танвір. |
| Сурбхі Чадна                                            | Хая Куреші / Ансарі          | 396-618          | Донька Імрана та Наджми, рідна сестра Рехана по батькові. Двоюрідна сестра Санам та Сехер. Онучка Ділшад Ахмед Хан та Хасіни Куреші. Племінниця Асада та Аяна, Нікхат та Нузхат по материнській лінії. Племінниця Фархана, по батьківській лінії. Була глухоніма, потім лікувалася. Дружина Рахата та колишня дружина Феїза. Разом з чоловіком виїхала з Делі                                                                             |
| Діпак Вадхва                                            | Рахат Ансарі                 | 418-618          | Брат Муніси і Фейза. Чоловік Хаї. Разом з дружиною виїхав з Делі |
| Пуніт Шарма                                             | Фейз Ансарі                  | 466-618          | Брат Муніси і Рахата. Колишній чоловік Хаї. Загинув |
| Шаліні Капур                                            | Ділшад Ахмед Хан             | 395-563          | Перша дружина Рашида Ахмеда Хана, мати Асада та Наджми. Бабуся Санам, Сехер та Хаї. Повернулася у Пенджаб. |
| Алка Каушал                                             | Разія Сіддікі                | 468-560          | Дружина покійного Гафура Сіддікі, мати Умери. Убила мати Зої на ляльковій фабриці 17 років тому. Потім разом із чоловіком змусили підпалювати Рашида лялькову фабрику, шантажувавши його, знявши все, що відбувається на камеру разом із чоловіком. Використовувала Рашида, як пішака. Використовувала Фероза та Танвір для своїх інтриг. У 2 сезоні прагне повернути собі маєток, у якому живе Танвір. Загинула від електричного струму. |
| Амрапалі Гупта                                          | Танвір Бег / Білло Рані      | 403-624          | Подруга дитинства Асада Ахмед Хана. Народилася позашлюбом. Носить кольорові лінзи, тому що народилася з безбарвною райдужною оболонкою очей. У 1 сезоні заробляла на життя допомагаючи Разії Сіддікі в її інтригах, вбила Асада, Зою, Наджму, Рашида і Гафура. У 2 сезоні мати Рехана та Шаші Капур, мачуха Агіла, Шазії та Назії. Випадково вбила рідного сина Рехана. Померла.                                                          |
| Чахат Кханна                                            | Ніда Бег                     | 441-460          | Подруга дитинства Ахіла Рази Ібрагіма. Намагалася вбити Санам, закривши її в пральній машині. Повернулася додому. |
| Адіті Гупта                                             | Санам Раза Ібрагім           | 559-629          | Друга дружина Агіля Рази Ібрагіма. Відьма - займається чорною магією. Союзниця Танвір. |
| Кінжал Пандя (з 404 серії) Кам'я Чоудхарі(з 628 серії)  | Шазія                        | 404-460, 628-629 | Донька Наваба, рідна сестра Агіла та Назії. У 628 серії повернулася з Англії. |
| Шахіна Сурва (з 404 серії) Анкіта Бахугуна(з 628 серії) | Назія                        | 404-460, 628-629 | Донька Наваба, рідна сестра Агіла та Шазії. У 628 серії повернулася з Англії. |
| Ваїшалі Назаріч                                         | Газала Хала                  | 404-629          | Двоюрідна сестра Танвір по батькові, дружина Разака, мати Азара. |
| Чаян Триведі                                            | Разак Хала                   | 404-629          | Чоловік Газали, батько Азара. |
| Нідхі Шарма                                             | Азар Хала                    | 405-460          | Син Разака та Газали, наречений Асми. |
| Хімані Шарма                                            | Асма                         | 405-468          | Наречена Азара. |
| Нірмал Соні                                             | Латіф                        | 404-629          | Слуга в домі Агіля Рази Ібрагіма. Його улюблена фраза - "У мене ідеальна, струнка фігура!", її Латіф використовує з приводу та без. |
| Анушка Сингх                                            | Муніса                       | 411-472          | Дружина Шояба. Сестра Рахата и Фейза. |
| Піюш Шахане                                             | Шояб                         | 415-435, 472     | Чоловік Муніси. |
| Парас Манад                                             | Анвар                        | 397-401          | Колишній наречений Санам. |
| Суята Ваішнав                                           | Розі                         | 506-515          | Злодійка, виховувала Сунері разом із Шишупалом. |
| Суніл Нагар                                             | Шишупал                      | 506-517          | Злодій, виховував Сунері разом із Розі. |

### Сезон 3 (630-744 серії)
| Актор                                                   | Роль                                               | Серії    | Статус |
| ------------------------------------------------------- | -------------------------------------------------- | -------- | --- |
| Сурбхі Джоті                                            | Санам Ахмед Хан/Раза Ібрагім/Джаннат               | 630-744  | Донька Асада та Зої, сестра-близнючка Сехер. Кузина Хаї. Перша дружина Агіля. У 629-й серії потрапляє до Пакистану і втрачає пам'ять, там на неї нападають розбійники, і щоб її врятувати майору Шааду Афтабу Хану доводиться збрехати, що Санам його дружина. Потім майор називає Санам на ім'я Джаннат. Таким чином Санам починає мешкати в будинку майора, думаючи, що вона його дружина. Вчинила самогубство. |
| Варун Туркей                                            | Шаад Афтаб Хан                                     | 630-740  | Захищав Санам від бандитів, після чого назвав Санам під назвою Джаннат. Заклятий ворог Шаші Капур. Хоче щоб, Індія та Пакистан жили дружно. Убитий Разією. |
| Варун Туркей                                            | Муртуза                                            | 723-738  | Двійник Шаада. Зштовхнув з урвища Агіла і Санам, у наслідку Агіль загинув, а Санам вижила. Був вбитий Санам. |
| Каранвір Бохра                                          | Агіль Раза Ібрагім                                 | 630-730  | Син Наваба, пасинок Танвір. Брат Шазії та Назії. Колишній чоловік другої Санам, і чоловік Санам. Убитий Муртузом. |
| Адіті Гупта                                             | Санам Раза Ібрагім                                 | 630-744  | Друга дружина Агіля Рази Ібрагіма. Відьма-займається чорною магією. Продала Сехер та Санам до борделю. У фіналі сезону втратила сили. |
| Амрапалі Гупта                                          | Шаші Капур (Мізба Саїд, Афрін Хан, Нурджан Ханнун) | 632-739  | Донька Танвір, сестра Рехана. Не справжня Мізба Саїд. Хоче знищити Індію та Пакистан, створивши конфлікт між цими країнами. Заклятий ворог Шаада. Носить протез великого пальця на правій руці. Винахідлива як своя мати: намагається вбити Шаада та Джаннат різноманітними способами. Убила справжню Мізбу Саїд, Ногіт та Афтаба Хана. Була вбита Санам.                                                         |
| Алка Каушал                                             | Разія Сіддікі (Пан Джуда)                          | 699-741  | Дружина Гафура Сіддікі, мати Умери. Убила мати Зої. Використовувала Танвір для своїх інтриг. Повернулася під псевдонімом "Пан Джуда", виховувала дочку Танвір як терористку. Вбила Шаада, але сама ж дуже постраждала від цього. |
| Кам'я Чоудхарі                                          | Шазія                                              | 630- 633 | Донька Наваба, рідна сестра Агіля та Назії. У 628 серії повернулася з Англії. У 633 серії повернулася до Англії. |
| Анкіта Бахугуна (з 628 серії) Санві Талвар(з 713 серії) | Назія                                              | 630-736  | Донька Наваба, рідна сестра Агіля та Шазії. У 628 серії повернулася з Англії. У 736 серії поїхала до сестри в Англію. |
| Німрал Соні                                             | Латіф                                              | 630-744  | Слуга в домі Агіля Рази Ібрагіма. Його улюблена фраза - "У мене ідеальна, струнка фігура!", її Латіф використовує з приводу та без. |
| Ваїшалі Назаріч                                         | Газала Хала                                        | 630-744  | Двоюрідна сестра Танвір по батькові, дружина Разака, мати Азара. |
| Чаян Триведі                                            | Разак Хала                                         | 630-669  | Чоловік Газали, батько Азара. |
| Акаш Ахуджа                                             | Саїф                                               | 658-735  | Наречений Назії, коханець Другої Санам. |
| Сіма Чаудхарі                                           | Ногіт                                              | 634-669  | Мама справжньої Мізби Саїд. Вбита Шаші Капур. |
| Діпак Датта                                             | Афтаб Хан                                          | 634-669  | Батько Шаада Афтаба Хана. Убитий Шаші Капур. |
| Тітхі Радж                                              | Мізба Саїд                                         | 658-666  | Донька Ногіт. Убита Шаші Капур. |

### Сезон 4 (745-869 серії)
| Актор                                                  | Роль                     | Серії            | Статус |
| ------------------------------------------------------ | ------------------------ | ---------------- | --- |
| Сурбхі Джоті                                           | Магіра Ахтар / Ікбал Хан | 745-869          | Спочатку дружина Азада, потім Армана. Реінкарнація Санам. |
| Адіті Гупта                                            | Санам Ікбал Хан          | 745-869          | Колишня дружина Агіля Рази Ібрагіма, дружина Насіра, мати Армана, Азада, Амада та Кайнат. Відьма займається чорною магією. У фіналі 4 сезони, померла, рятуючи свого сина, Армана. |
| Авінаш Сачдев                                          | Арман Раза Шейх          | 795- 869         | Втрачений, перший та незаконнонароджений син Санам. Другий чоловік Магіри. |
| Раджбір Сінгх                                          | Азад Ікбал Хан           | 745-891          | Вампір. Другий син Санам та Насіра. Перший чоловік Магіри. Смертельно поранений Афрін. Помер ставши донором серця своєму братові. |
| Анкіт Радж                                             | Амад Ікбал Хан           | 747-786, 840-869 | Третій син Санам та Насіра. Був убитий Афрін, потім тимчасово відродився. Ненавидів Азада через те, що він вкрав його кохання, Афрін. Помер. |
| Кашиш Вохра                                            | Кайнат Ікбал Хан         | 745-869          | молодша дочка Санам та Насіра. |
| Нітін Сахрават                                         | Насір Ікбал Хан          | 744-791          | Чоловік Санам, батько Азада, Амада і Кайнат. Убитий своєю дружиною, Санам. |
| Ваїшалі Назаріч                                        | Газала Хала              | 745-869          | Двоюрідна сестра Танвір по батькові, дружина Разака, мати Азара. |
| Німрал Соні                                            | Латіф                    | 745-869          | Слуга в домі Насіра Ікбал Хана. Його улюблена фраза - "У мене ідеальна, струнка фігура!", її Латіф використовує з приводу та без. |
| Алка Каушал                                            | Разія Сіддікі            | 755-787          | Дружина Гафура Сіддікі, мати Умери. Убила мати Зої. Використовувала Танвір для своїх інтриг. Повернулася під псевдонімом "Пан Джуда", виховувала дочку Танвір як терористку. Вбила Шаада, але сама ж дуже постраждала від цього. У 4 сезоні повернулася, як відьма. Допомагає Санам повернути сили. Знищена Афрін. |
| Пуджа Бозе                                             | Афрін                    | 785-811          | Відьма. Сестра Саміра. Хотіла посварити Азада та Магіру, після Армана та Магіру. Викрита Магірою. Дізнавшись, що вагітна від Азада, поїхала з Бхопалу. |
| Шубхашиш Джа                                           | Самір                    | 772-866          | Брат Афрін, наречений Кайнат. Використовував Кайнат у своїх інтригах, кілька разів намагався вбити її. Убитий Кайнат. |
| Намік Пауль (з 805 серії) Рохан Гандотра (з 821 серії) | Есан                     | 805-850, 869     | Найкращий друг Армана. |
| Доллі Мінхас                                           | Аммі                     | 803-850          | Бабауся Есана. |
| Алка Моха                                              | Фаріда                   | 814-837          | Мама Есана. Убита Санам. |

## Трансляція в Україні
- Перший сезон з 29 січня 2018 року по 13 серпня 2018 року. Щодня о 19:30 по дві серії.
- Другий сезон з 13 серпня 2018 року по 7 грудня 2018 року. Щодня о 19:30 по дві серії. З 29 жовтня, щодня о 20:30.
- Третій сезон з 8 грудня 2018 року по 22 січня 2019 року. Щодня о 20:50 по три серії. З 1 січня 2019 року щодня о 20:20 по дві серії.
- Четвертий сезон з 23 січня 2019 року по 26 березня 2019 року. Щодня о 20:20 по дві серії. З 28 січня, щодня о 20.50, по дві серії. З 4 березня, щодня о 21.40, по дві серії. З 18 березня, щодня, о 20.45 по дві серії.

- Вдруге серіал транслювався з 1 квітня 2019 по 5 червня 2020 року. Щодня о 23.00 по дві серії.

- Втретє серіал транслювався з 30 травня 2022 по 16 грудня 2022 року. Щодня о 16.00 по чотири серії. З 3 жовтня, щодня о 16.40 по три серії. З 10 жовтня, у будні об 11.00 по 8 серій. З 24 жовтня, у будні об 11.00 по 10 серій.  4 листопада о 14.20 було показано 4 серії. З 7 листопада, у будні о 14.20 по 6 серій. З 28 листопада, у будні о 14.20 по 5 серій. З 5 грудня, у будні о 14.20 по 3 серії.

### Список сезонів
| Сезон | Сезон | Кількість серій | Показ в Індії  | Показ в Індії  | Показ в Україні | Показ в Україні |
| Сезон | Сезон | Кількість серій | Прем'єра       | Фінал          | Прем'єра        | Фінал           |
| ----- | ----- | --------------- | -------------- | -------------- | --------------- | --------------- |
|       | 1     | 385 394         | 29 жовтня 2012 | 18 квітня 2014 | 29 січня 2018   | 13 серпня 2018  |
|       | 2     | 231 234         | 21 квітня 2014 | 6 березня 2015 | 13 квітня 2018  | 7 грудня 2018   |
|       | 3     | 114             | 9 березня 2015 | 14 серпня 2015 | 8 грудня 2018   | 22 січня 2019   |
|       | 4     | 125             | 18 серпня 2015 | 23 січня 2016  | 23 січня 2019   | 26 березня 2019 |

## Нагороди
| Рік  | Назва премії                          | Категорія                         | Переможці                                      |
| ---- | ------------------------------------- | --------------------------------- | ---------------------------------------------- |
| 2012 | Zee Rishtey Awards (сімейні цінності) | Улюблений брат                    | Асад (Каран Сінгх Гровер) и Аян (Рішабх Сінха) |
| 2012 | Zee Rishtey Awards (сімейні цінності) | Улюблений новий учасник (чоловік) | Асад (Каран Сінгх Гровер)                      |
| 2013 | Indian Telly Awards                   | TV персона року                   | Каран Сінгх Гровер                             |
| 2013 | Zee Rishtey Awards (сімейні цінності) | Улюблена популярна особа (жінка)  | Зоя (Сурбхі Джоті)                             |
| 2013 | Zee Rishtey Awards (сімейні цінності) | Улюблена популярна пара           | Асад (Каран Сінгх Гровер) і Зоя (Сурбхі Джоті) |